# Rene Krhin
Rene Krhin (Maribor, Jugoszlávia, 1990. május 21. –) szlovén válogatott labdarúgó, a spanyol másodosztálybeli Granada középpályása, kölcsönben a francia Nantes-nál.

## Pályafutása

### Internazionale
Krhin a Mariborban kezdte pályafutását, mielőtt 2007-ben aláírt volna az Internazionale csapatához. Először az Allievi Nazionalinál, azaz az U17-es csapatnál kapott lehetőséget, ahol két szezont töltött.
2009 júliusában a csapat amerikai túráján José Mourinho több felkészülési mérkőzésen lehetőséget adott neki. A 2009-10-es szezonban az első három tétmérkőzésen a meccskeretbe nevezték, de játéklehetőséget végül nem kapott.
A bajnokság harmadik fordulójában a Parma ellen debütált Wesley Sneijder cseréjeként. Krhin a találkozó után bemutatkozását egy "álom valóra váltásának" nevezte. 2009. november 1-jén a kezdőcsapatban kapott helyet a Livorno ellen. 

### Bologna
2010. július 27-én 2 millió euró ellenében szerződött a Bolognához. A 2010-11-es szezon elején folyamatosan sérülések hátráltatták, csak 2010. november 14-én tudott pályára lépni új csapatában. 2012. március 11-én, az Lazio ellen szerezte első gólját az olasz élvonalban, a Bologna 3-1 nyert. 2012. április 1-jén térdsérülést szenvedett, így újabb kihagyás várt rá. A 2012-13-as szezon kezdetét ki kellett hagynia, 2012. október 28-án volt tudott csak ismét pályára lépni, korábbi klubja, az Internazionale elleni bajnokin. A 2012-13-as évad végéig 22 tétmérkőzésen szerepelt. 
A 2013-14-es szezonban Krhin az első két mérkőzést követően újabb sérülést szenvedett, és bár ez az egész szezonjában hátráltatta, 28 tétmérkőzésen így is pályára lépett.

### Újra Inter
2014 júniusában újra aláírt egykori csapatához, az Internazionaléhoz, akik 1,2 millió eurót fizettek érte és 2016. június 30-ig szerződtették a szlovén középpályást. 2014. október 29-én debütált régi-új csapatában, majd a szezon során szerepelt az Európa-ligában is.

### Córdoba, Nantes
A 2015-16-os szezon előtt aláírt négy évre a spanyol Granadánához, miután az azt megelőző időszakot kölcsönben a szintén spanyol Córdoba csapatánál töltötte. A 2016-17-es szezon előtt és alatt újabb sérülések hátráltatták, 2017. április 16-án tudott csak pályára lépni felépülése után, majd a következő szezonra kölcsönbe a francia Nanteshoz került.

### A válogatottban
2009. szeptember 5-én, egy Anglia elleni barátságos mérkőzésen mutatkozott be a szlovén válogatottban. 19 évesen, 3 hónaposan és 15 naposan ő lett a legfiatalabb játékos a nemzeti csapat történetében. Tagja volt a 2010-es labdarúgó-világbajnokságon szereplő csapatnak is, de a tornán nem lépett pályára. 2013. június 7-én, Izland ellen szerezte meg első válogatott gólját.

## Sikerei, díjai
Internazionale
- Olasz bajnok: 2009–10
- Olasz kupagyőztes: 2009–10
- Bajnokok Ligája-győztes: 2009–10